# ロイド・レヴィン
ロイド・レヴィン（Lloyd Levin）は、アメリカ合衆国の映画プロデューサー。

## 人物
『ユナイテッド93』で英国アカデミー賞にノミネートされる。また、同映画でオンライン映画批評家協会賞を受賞。『ブギーナイツ』ではサテライト賞にノミネートされる。

## フィルモグラフィ
- K-9/友情に輝く星 K-9 (1989)
- フィールド・オブ・ドリームス Field of Dreams (1989)
- プレデター2 Predator 2 (1990)
- ロケッティア The Rocketeer (1991)
- 迷子の大人たち Used People (1992)
- ブギーナイツ Boogie Nights (1997)
- イベント・ホライゾン Event Horizon (1997)
- ミステリー・メン Mystery Men (1999)
- トゥーム・レイダー Lara Croft: Tomb Raider (2001)
- 光の旅人 K-PAX K-PAX (2001)
- ヘルボーイ Hellboy (2004)
- ユナイテッド93 United 93 (2006)
- ヘルボーイ/ゴールデン・アーミー Hellboy II: The Golden Army (2008)
- ウォッチメン Watchmen (2009)
- グリーン・ゾーン Green Zone (2010)
- シアター・プノンペン The Last Reel (2014)
- ザ・ファイブ・ブラッズ Da 5 Bloods (2020)